# خطیب‌لی، قسطمونی
خطیب‌لی (به ترکی استانبولی: Hatipli) یک منطقهٔ مسکونی در ترکیه است که در قسطمونی واقع شده‌است.